# Tony Delk
Tony Lorenzo Delk, né le 28 janvier 1974 à Covington, est un ancien joueur américain de basket-ball.

## Biographie
Delk mesure 1,85 m. Il est choisi en 16e position par les Charlotte Hornets lors de la Draft 1996 de la NBA.
Depuis 2009, il est entraîneur adjoint pour des équipes universitaires.

## Carrière
- 1997-1998 :  Charlotte Hornets (NBA)
- 1998-1999 :  Warriors de Golden State (NBA)
- 1999-2001 :  Sacramento Kings (NBA)
- 2001-2002 :  Suns de Phoenix (NBA)
- 2002-2003 :  Celtics de Boston (NBA)
- 2003-2005 :  Mavericks de Dallas (NBA)
- 2005-février 2006 :  Hawks d'Atlanta (NBA)
- février 2006 - août 2006 :  Pistons de Détroit (NBA)
- 2006-2007 :  Panathinaïkos AO (ESAKE)
- 2008 :  Carolina Giants

## Palmarès
- Vainqueur de l'Euroligue : 2007
- Champion de Grèce : 2007